# Víctor Valdés
Víctor Valdés Arribas (Hospitalet de Llobregat, Barcelona, 14 de enero de 1982) es un exfutbolista y entrenador español. Formado en las categorías inferiores del F. C. Barcelona, fue el portero titular del primer equipo desde 2004 hasta 2014, logrando a nivel individual cinco temporadas el Trofeo Zamora, como portero menos goleado de la Primera División de España, récord que ostenta junto a otro ilustre portero azulgrana, Antoni Ramallets. Fue internacional absoluto con España (2010-2014), con la que se proclamó campeón mundial en 2010 y campeón continental en 2012.

## Trayectoria

### F. C. Barcelona

#### Inicios
Nació en Hospitalet de Llobregat (Barcelona), en el seno de una familia originaria de la villa zamorana de la Puebla de Sanabria, emigrada a Cataluña después de la guerra civil española. Desarrolló su carrera deportiva en el fútbol base del F. C. Barcelona, club en el que ingresó el 1 de julio de 1992, con sólo 10 años de edad, procedente de la peña barcelonista "Cinc Copes". Sin embargo, en septiembre de ese mismo año, sin apenas comenzar la temporada, se vio obligado a dejar el club, ya que su familia se trasladó a vivir a Tenerife durante tres años por motivos personales. Durante su estancia en la isla formó parte de las categorías inferiores de la U. D. Ibarra. En 1995 regresó a Barcelona y se reincorporó al club para jugar en diversos equipos de las categorías inferiores. Cabe destacar, como curiosidad, que con el paso de los años acabó confesando públicamente que no le gustaba ser portero.

#### Primer equipo
Debutó en el primer equipo del F. C. Barcelona en la temporada 2002/03, en la que alternó sus actuaciones entre el Barcelona B y el primer equipo. Su estreno fue el 14 de agosto de 2002, en un partido de previa de la Liga de Campeones de la UEFA ante el Legia de Varsovia. Debutó en la Primera división española el 1 de septiembre de 2002, en un partido entre F. C. Barcelona y Atlético de Madrid que terminó 2-2. Con 20 años defendió la portería del Barcelona en un total de 14 partidos de Liga, alternando la titularidad con el argentino Bonano, encajando un total de 15 goles. También disputó seis partidos de la Liga de Campeones, en los que encajó tan solamente tres goles. Esa temporada, sin embargo, no fue del todo agradable para Víctor: Louis van Gaal, el mismo entrenador que le había dado la oportunidad de debutar en el primer equipo, estuvo a punto de expulsarlo del club. Después de haberse ganado la titularidad y haber sido titular en la Liga de Campeones, Van Gaal no solo lo relegó al banquillo sino que lo obligó a volver a jugar en el filial, el Barcelona B, de la Segunda División "B". Valdés lo consideró una humillación y, no solo no se presentó al partido del Barcelona B, sino que estuvo tres días sin aparecer en los entrenamientos. Únicamente la intermediación del presidente Joan Gaspart, que confiaba en su potencial, evitó su marcha del club. A mitad de temporada Van Gaal fue cesado a causa de los malos resultados y su sucesor, Radomir Antić volvió a confiar a Valdés la titularidad.
La temporada siguiente, la 2003-2004, empezó alternando la titularidad con el turco Rüştü Reçber, aunque acabó la temporada como titular, gracias a la confianza depositada por el técnico Frank Rijkaard.
La temporada 2004-2005, ya con el número 1 en la camiseta, fue la de su consagración definitiva. Jugó como titular en 35 de los 38 partidos de Liga disputados (fue el jugador de la plantilla que más minutos jugó), encajando tan solo 25 goles (un promedio de 0,71 goles por partido). Fue uno de los jugadores decisivos para que el F. C. Barcelona se proclamase campeón de la Primera División de España, su primer título como profesional.
Además, su excelente campaña le otorgó el Trofeo Zamora al portero menos batido de la Liga, premio que posteriormente ganaría en cuatro ocasiones consecutivas.

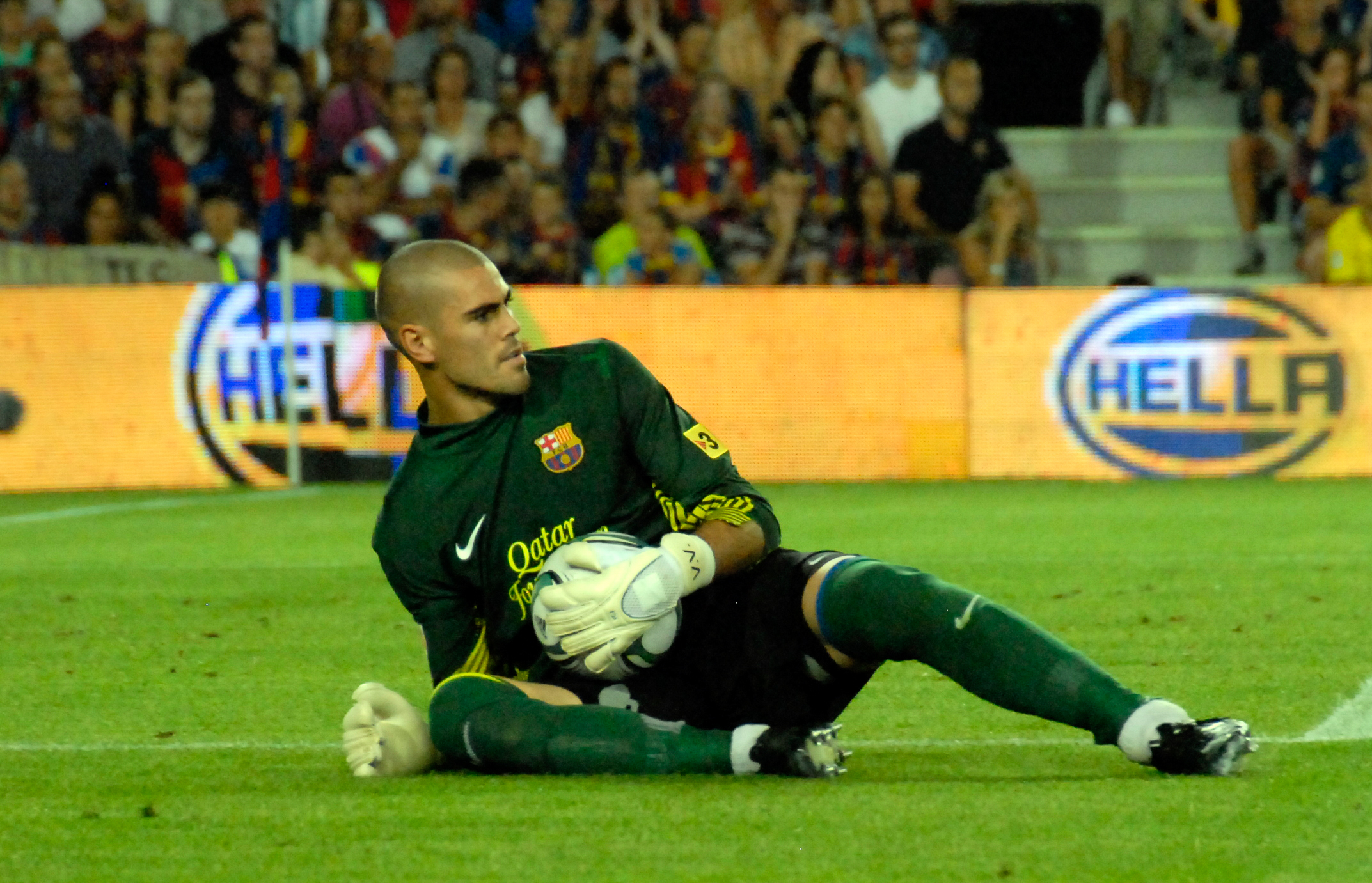
Víctor Valdés en 2011.

En la temporada 2005-2006, Víctor continuó siendo el guardameta titular del equipo, y volvió a proclamarse campeón de Liga. Pese a ello, el guardameta de Hospitalet de Llobregat fue objeto de debate por algunas de sus actuaciones en determinados partidos, en los que errores puntuales del portero hicieron perder puntos al Barcelona, en sendos partidos frente al Valencia C. F., y en la segunda vuelta en el partido contra Osasuna. Cabe destacar que la posición de portero en el Barça ha sido históricamente un puesto de gran exigencia, por lo que porteros de supuesta calidad han perdido su puesto debido a la presión mediática y de la grada y a errores que condenan al equipo.
El 17 de mayo de 2006, el F. C. Barcelona jugó en el Stade de France (París) la final de la Liga de Campeones de la UEFA frente al Arsenal F. C. inglés. En dicho partido, Víctor resolvió diversos mano a mano contra los delanteros del conjunto londinense, especialmente Thierry Henry, que sólo pudieron batirle con un gol de cabeza de Sol Campbell. El guardameta catalán fue protagonista en diversas jugadas de peligro por parte del Arsenal, pudiendo evitar varios goles. Finalmente, el Barcelona conseguiría remontar el partido y hacerse con su segunda Liga de Campeones.
Fue el portero titular del equipo azulgrana y tercer capitán, por detrás de Carles Puyol y Xavi Hernández.
El 8 de noviembre de 2008 frente al Real Valladolid alcanzó su partido 200 con el F. C. Barcelona, siendo el portero más joven de la historia del equipo azulgrana en conseguirlo.
El 19 de junio de 2009, tras lograr el triplete con el equipo y después de varios tira y afloja con el club, Víctor renueva hasta el 2014 por 7 millones de euros por temporada. En un principio el representante de Víctor pedía 11 millones. Al final tras recibir ofertas del Manchester United y otros clubes decidió quedarse en el Barcelona.
El 1 de noviembre de 2011 superó a Miguel Reina como jugador de la historia del F. C. Barcelona con más minutos sin encajar un gol (876 minutos), dejando su marca en 895 minutos.
El 17 de enero de 2013, hizo pública su decisión de no renovar su contrato con el Barcelona, alegando que buscaba "un nuevo fútbol".
El 19 de mayo de 2013, alcanzó los 500 partidos oficiales con el Barcelona.
El 26 de marzo de 2014, tras una parada ante el Celta de Vigo, sufrió la rotura del ligamento cruzado anterior de la rodilla derecha, quedando seis meses fuera del campo de juego y perdiendo la posibilidad de jugar el Mundial de Brasil. El 30 de junio, el jugador dejó de pertenecer a la disciplina culé al no renovar su contrato, tal y como había anunciado tiempo atrás.

### Manchester United
En octubre de 2014, comienza a entrenar con el Manchester United, apurando su recuperación. En enero de 2015, firma un contrato de 18 meses con el club inglés, con la posibilidad de extenderlo por un año adicional. Pero no cuaja su relación con Van Gaal y le manda al filial. Debido a la mala relación con el entrenador decide buscar cualquier salida, en este caso el Standard de Lieja.

### Standard de Lieja
El 19 de enero sale del Manchester United debido a serios problemas entre él y el entrenador neerlandés Louis van Gaal, siendo apartado del primer equipo y obligado a entrenar con el filial. Su destino fue el Standard de Lieja, donde llegó en calidad de cedido para poder recuperar la forma, poniendo final a esta etapa el 1 de mayo de 2016.

### Middlesbrough
El 7 de julio de 2016 el portero llega libre al club tras desvincularse del Manchester United, allí era dirigido por el entrenador y compatriota Aitor Karanka. Al finalizar la temporada, en la cual jugó 28 partidos, abandona el club al no renovar su contrato el equipo inglés.

### Retirada e inicio de entrenador
El 3 de enero de 2018 anunció de forma oficial, su retirada definitiva como futbolista.
En septiembre de 2018 se inició como entrenador en la Escuela Deportiva Moratalaz, club que tiene convenio con el Real Madrid. En 2019 vuelve al Barcelona para hacerse cargo del Juvenil A por una temporada, ampliable a una más, siendo cesado del cargo el 4 de octubre de ese mismo año.
El día 28 de mayo de 2020 se hizo oficial la contratación de Víctor Valdés como entrenador del UA Horta para la siguiente temporada 2020/21, equipo barcelonés que militaba en el grupo V de Tercera División.
El 24 de abril de 2025, se hizo oficial su contratación como entrenador del Real Ávila de la Segunda Federación. Sin embargo tras cuatro partidos, dos victorias y dos derrotas, abandonó el club de motu proprio debido a la derrota en los play-offs de ascenso contra el Club Polideportivo Cacereño.

## Selección nacional

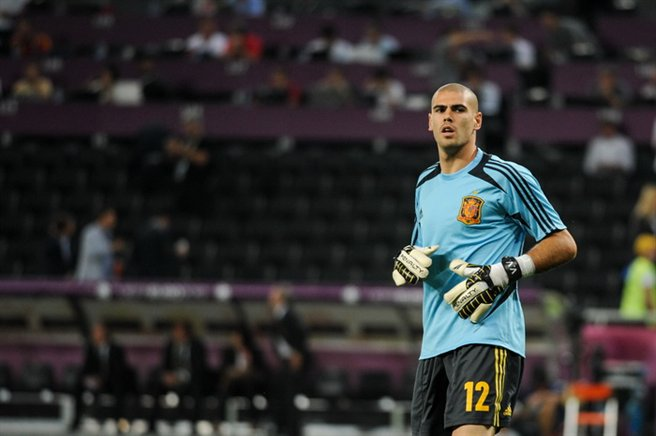
Víctor Valdés con España en la Eurocopa 2012.

### Selecciones juveniles
Valdés disputó un total de 26 partidos con las categorías inferiores de la selección española: 11 con la Sub-18, 3 con la Sub-19, 1 con la Sub-20 y 11 con la Sub-21. Con la Sub-18, logró un tercer puesto en el Campeonato Europeo de 2001.

### Selección absoluta
Internacional absoluto con España en 20 partidos entre 2010 y 2014, tuvo su debut el 3 de junio de 2010, en el Tivoli Neu de Innsbruck, Austria, en partido de preparación para la Copa del Mundo de 2010, entre las selecciones de Corea del Sur y España.
Previamente a su debut en 2010, fue convocado en una ocasión por el entonces seleccionador Luis Aragonés, el 15 de agosto de 2005, con motivo de un partido amistoso contra Uruguay en el Estadio El Molinón de Gijón, tras una lesión de Iker Casillas. No obstante, el guardameta titular en el encuentro fue Pepe Reina y Valdés no llegó a debutar.
El 20 de mayo de 2010, Vicente del Bosque anunció la convocatoria de Valdés para representar a España en el Mundial de Sudáfrica, que volvía a una convocatoria de la absoluta por segunda vez, cinco años después. Víctor se proclamó campeón del mundo con la selección española en ese campeonato.
Su debut en partido de competición oficial, se produjo el 11 de octubre de 2011, en un partido de la fase de clasificación de la Eurocopa 2012 ante Escocia en Alicante.
Su actuación más destacada con la selección nacional se produjo el 26 de marzo de 2013, en el Stade de France ante Francia, en lo que fue su tercer partido de competición oficial con España (tras Escocia y Finlandia), primero de titular como visitante. En la primera parte sacó un mano a mano a Ribéry y en la segunda, realizó una gran intervención ante un testarazo de Evra. España logró la victoria en ese trascendental partido por 0-1, colocándose líder del grupo I de la fase de clasificación para el Mundial 2014. Finalmente España logró como primera su clasificación al Mundial de Brasil 2014, cita a la que Valdés no acudió, por una rotura de ligamento cruzado producida el 26 de marzo de 2014, durante un partido con su club.

### Participaciones en fases finales
| Campeonato           | Sede              | Resultado  |
| -------------------- | ----------------- | ---------- |
| Mundial 2010         | Sudáfrica         | Campeón    |
| Eurocopa 2012        | Polonia y Ucrania | Campeón    |
| Confederaciones 2013 | Brasil            | Subcampeón |

## Estadísticas

### Clubes
| Club | Temporada     | Div.          | Liga  | Liga  | Copas nacionales(1) | Copas nacionales(1) | Copa de la Liga | Copa de la Liga | Torneos internacionales(2) | Torneos internacionales(2) | Otros(3) | Otros(3) | Total | Total |
| Club | Temporada     | Div.          | Part. | Goles | Part.               | Goles               | Part.           | Goles           | Part.                      | Goles                      | Part.    | Goles    | Part. | Goles |
| --- | ------------- | ------------- | ----- | ----- | ------------------- | ------------------- | --------------- | --------------- | -------------------------- | -------------------------- | -------- | -------- | ----- | ----- |
| F. C. Barcelona "C" · España | 1999-00       | 3.ª           | 16    | 0     | —                   | —                   | —               | —               | —                          | —                          | —        | —        | 16    | 0     |
| F. C. Barcelona "B" · España | 2000-01       | 2.ª B         | 14    | 0     | —                   | —                   | —               | —               | —                          | —                          | —        | —        | 14    | 0     |
| F. C. Barcelona "B" · España | 2001-02       | 2.ª B         | 37    | 0     | —                   | —                   | —               | —               | —                          | —                          | 6        | 0        | 43    | 0     |
| F. C. Barcelona "B" · España | 2002-03       | 2.ª B         | 20    | 0     | —                   | —                   | —               | —               | —                          | —                          | —        | —        | 20    | 0     |
| F. C. Barcelona "B" · España | Total club    | Total club    | 71    | 0     | —                   | —                   | —               | —               | —                          | —                          | 6        | 0        | 77    | 0     |
| F. C. Barcelona · España | 2002-03       | 1.ª           | 14    | 0     | 0                   | 0                   | —               | —               | 6                          | 0                          | —        | —        | 20    | 0     |
| F. C. Barcelona · España | 2003-04       | 1.ª           | 33    | 0     | 6                   | 0                   | —               | —               | 5                          | 0                          | —        | —        | 44    | 0     |
| F. C. Barcelona · España | 2004-05       | 1.ª           | 35    | 0     | 0                   | 0                   | —               | —               | 8                          | 0                          | —        | —        | 43    | 0     |
| F. C. Barcelona · España | 2005-06       | 1.ª           | 35    | 0     | 0                   | 0                   | —               | —               | 12                         | 0                          | 2        | 0        | 49    | 0     |
| F. C. Barcelona · España | 2006-07       | 1.ª           | 38    | 0     | 0                   | 0                   | —               | —               | 8                          | 0                          | 4        | 0        | 50    | 0     |
| F. C. Barcelona · España | 2007-08       | 1.ª           | 35    | 0     | 6                   | 0                   | —               | —               | 11                         | 0                          | —        | —        | 52    | 0     |
| F. C. Barcelona · España | 2008-09       | 1.ª           | 35    | 0     | 0                   | 0                   | —               | —               | 14                         | 0                          | —        | —        | 49    | 0     |
| F. C. Barcelona · España | 2009-10       | 1.ª           | 38    | 0     | 0                   | 0                   | —               | —               | 12                         | 0                          | 5        | 0        | 55    | 0     |
| F. C. Barcelona · España | 2010-11       | 1.ª           | 32    | 0     | 0                   | 0                   | —               | —               | 11                         | 0                          | 1        | 0        | 44    | 0     |
| F. C. Barcelona · España | 2011-12       | 1.ª           | 35    | 0     | 0                   | 0                   | —               | —               | 11                         | 0                          | 5        | 0        | 51    | 0     |
| F. C. Barcelona · España | 2012-13       | 1.ª           | 31    | 0     | 0                   | 0                   | —               | —               | 11                         | 0                          | 2        | 0        | 44    | 0     |
| F. C. Barcelona · España | 2013-14       | 1.ª           | 26    | 0     | 0                   | 0                   | —               | —               | 6                          | 0                          | 2        | 0        | 34    | 0     |
| F. C. Barcelona · España | Total club    | Total club    | 387   | 0     | 12                  | 0                   | —               | —               | 115                        | 0                          | 21       | 0        | 535   | 0     |
| Manchester United F. C. Inglaterra | 2014-15       | 1.ª           | 2     | 0     | 0                   | 0                   | 0               | 0               | —                          | —                          | —        | —        | 2     | 0     |
| Manchester United F. C. Inglaterra | 2015-16       | 1.ª           | 0     | 0     | 0                   | 0                   | 0               | 0               | 0                          | 0                          | —        | —        | 0     | 0     |
| Manchester United F. C. Inglaterra | Total club    | Total club    | 2     | 0     | 0                   | 0                   | 0               | 0               | 0                          | 0                          | —        | —        | 2     | 0     |
| Standard de Lieja · Bélgica | 2015-16       | 1.ª           | 5     | 0     | 2                   | 0                   | —               | —               | —                          | —                          | 1        | 0        | 8     | 0     |
| Middlesbrough F. C. Inglaterra | 2016-17       | 1.ª           | 28    | 0     | 0                   | 0                   | 0               | 0               | —                          | —                          | 0        | 0        | 28    | 0     |
| Total carrera | Total carrera | Total carrera | 509   | 0     | 13                  | 0                   | 0               | 0               | 115                        | 0                          | 28       | 0        | 666   | 0     |
| (1) Incluye datos de la Copa del Rey (2003-14) y Copa de Bélgica (2015-16). (2) Incluye datos de la Liga de Campeones (2002-14) y Copa de la UEFA (2003-04). (3) Incluye datos de la Promoción de ascenso a la Segunda División de España (2002), Supercopa de España (2005-14), Supercopa de Europa (2006-11) y Copa Mundial de Clubes de la FIFA (2006-11). |               |               |       |       |                     |                     |                 |                 |                            |                            |          |          |       |       |

### Penaltis parados en el F. C. Barcelona
| 1  | 8 de mayo de 2004        | Celta de Vigo - F. C. Barcelona       | 1 - 0 | Luccin      | Liga española     |
| 2  | 19 de febrero de 2005    | F. C. Barcelona - R. C. D. Mallorca   | 2 - 0 | Luis García | Liga española     |
| 3  | 4 de noviembre de 2006   | Deportivo La Coruña - F. C. Barcelona | 1 - 1 | Estoyanoff  | Liga española     |
| 4  | 11 de febrero de 2007    | F. C. Barcelona - Racing de Santander | 2 - 0 | Garay       | Liga española     |
| 5  | 15 de abril del 2007     | F. C. Barcelona - R. C. D. Mallorca   | 1 - 0 | Jonás       | Liga española     |
| 6  | 30 de marzo de 2008      | Real Betis - F. C. Barcelona          | 3 - 2 | Edú         | Liga española     |
| 7  | 29 de agosto de 2010     | Racing de Santander - F. C. Barcelona | 0 - 3 | Tchité      | Liga española     |
| 8  | 7 de abril de 2012       | Real Zaragoza - F. C. Barcelona       | 1 - 4 | Aranda      | Liga española     |
| 9  | 25 de noviembre de 2012  | Levante U. D. - F. C. Barcelona       | 0 - 4 | Barkero     | Liga española     |
| 10 | 18 de septiembre de 2013 | F. C. Barcelona - Ajax Ámsterdam      | 4 - 0 | Sigþórsson  | Liga de Campeones |
| 11 | 21 de septiembre de 2013 | Rayo Vallecano - F. C. Barcelona      | 0 - 4 | Trashorras  | Liga española     |

## Palmarés

### Títulos nacionales
| Título              | Equipo            | País    | Año     |
| ------------------- | ----------------- | ------- | ------- |
| Primera División    | F. C. Barcelona   | España  | 2004-05 |
| Supercopa de España | F. C. Barcelona   | España  | 2005    |
| Primera División    | F. C. Barcelona   | España  | 2005-06 |
| Supercopa de España | F. C. Barcelona   | España  | 2006    |
| Copa del Rey        | F. C. Barcelona   | España  | 2008-09 |
| Primera División    | F. C. Barcelona   | España  | 2008-09 |
| Supercopa de España | F. C. Barcelona   | España  | 2009    |
| Primera División    | F. C. Barcelona   | España  | 2009-10 |
| Supercopa de España | F. C. Barcelona   | España  | 2010    |
| Primera División    | F. C. Barcelona   | España  | 2010-11 |
| Supercopa de España | F. C. Barcelona   | España  | 2011    |
| Copa del Rey        | F. C. Barcelona   | España  | 2011-12 |
| Primera División    | F. C. Barcelona   | España  | 2012-13 |
| Supercopa de España | F. C. Barcelona   | España  | 2013    |
| Copa de Bélgica     | Standard de Lieja | Bélgica | 2015-16 |

### Títulos internacionales
| Título                 | Equipo              | Sede          | Año     |
| ---------------------- | ------------------- | ------------- | ------- |
| Liga de Campeones      | F. C. Barcelona     | París         | 2005-06 |
| Liga de Campeones      | F. C. Barcelona     | Roma          | 2008-09 |
| Supercopa de la UEFA   | F. C. Barcelona     | Mónaco        | 2009    |
| Copa Mundial de Clubes | F. C. Barcelona     | Abu Dabi      | 2009    |
| Copa Mundial de Fútbol | Selección de España | Johannesburgo | 2010    |
| Liga de Campeones      | F. C. Barcelona     | Londres       | 2010-11 |
| Supercopa de la UEFA   | F. C. Barcelona     | Mónaco        | 2011    |
| Copa Mundial de Clubes | F. C. Barcelona     | Yokohama      | 2011    |
| Eurocopa               | Selección de España | Kiev          | 2012    |

### Distinciones individuales
| Distinción                                           | Año                          |
| ---------------------------------------------------- | ---------------------------- |
| Trofeo Zamora de LaLiga                              | 2005, 2009, 2010, 2011, 2012 |
| Premio LFP – Mejor portero de LaLiga                 | 2010, 2011                   |
| Premio ESM – Once Ideal de ligas europeas            | 2011                         |
| Premio IFFHS – Mejor Portero del Mundo (tercero)     | 2011                         |
| Medalla de Oro de la Real Orden del Mérito Deportivo | 2011                         |

## Vida personal
Mantiene una relación desde hace años con la modelo colombiana Yolanda Cardona. Junto a ella es padre de tres hijos: Dylan, Kai y Vera.

## Filmografía
- Documental Canal+ (23-4-2010), «Informe Robinson - Víctor Valdés» en Plus.es.[39]